# Franz von Rziha
Franz Ritter von Rziha, född 28 mars 1831 i Hainspach, Böhmen, död 22 juni 1897 i Maria Schutz, Niederösterreich, var en österrikisk ingenjör och professor.
Efter att ha studerat i Prag arbetade han vid olika järnvägsanläggningar i Österrike och Tyskland och var 1866-70 i statstjänst som Oberbergmeister i hertigdömet Braunschweig. År 1874 blev han överingenjör i det österrikiska handelsministeriet och 1878 professor i järnvägs- och tunnelbyggnad vid Tekniska högskolan i Wien. Han är främst känd som tunnelbyggare (han införde användandet av järn i förstärkningarna) och var bland annat teknisk konsult vid byggandet av Arlbergtunneln.